# 前25年
| 千纪： | 前1千纪 |
| 世纪： | 前2世纪 \| 前1世纪 \| 1世纪                                                                                |
| 年代： | 前50年代 \| 前40年代 \| 前30年代 \| 前20年代 \| 前10年代 \| 前0年代 \| 0年代                               |
| 年份： | 前30年 \| 前29年 \| 前28年 \| 前27年 \| 前26年 \| 前25年 \| 前24年 \| 前23年 \| 前22年 \| 前21年 \| 前20年 |
| 纪年： | 西汉河平四年                                                                                               |

## 大事记
- 屋大维第九次担任罗马执政官

## 出生
- 凯尔苏斯，古罗马医学家。

## 逝世
- 刘嚣，汉朝楚王
- 刘嘉，汉朝梁王
- 康涅利乌斯·尼波斯，古罗马作家
- 王商，漢朝丞相。